# Пограничный конфликт между Индией и Пакистаном (2019)
Пограничный конфликт между Индией и Пакистаном (2019) — серия вооруженных столкновений между Индией и Пакистаном через де-факто границу в спорном регионе Кашмир, который является предметом обширных территориальных претензий обеих стран.
Конфликт является частью длительных Индо-пакистанского и Кашмирского конфликтов.

## Предшествующие события
Противостояние началось 14 февраля 2019 года, когда террорист-смертник Адиль Ахмад Дар из пакистанской исламистской группировки Джаиш-е-Мухаммад на автомобиле со взрывчаткой протаранил автобус с полицейскими Центральной резервной полиции Индии. В результате этого нападения погибли 45 полицейских.

## Ход событий
15 февраля Нью-Дели ввёл экономические ограничения в отношении Исламабада. Индия отменила торговые привилегии, предоставленные в рамках статуса наибольшего благоприятствования ВТО на сумму более $2 млрд. Кроме того, индийские власти подняли на 200 % ввозные пошлины на все пакистанские товары.
26 февраля 2019 года 12 самолётов Dassault Mirage 2000 в сопровождении 4 самолётов Су-30 МКИ индийских ВВС пересекли линию контроля в Кашмире и нанесли авиаудар высокоточными боеприпасами AGM-142 Have Nap и Spice по военному лагерю группировки Джаиш-е-Мухаммад возле н/п Балакот по территории контролируемой Пакистаном. В операции также были задействованы два самолёта-заправщика Ил-78 МКИ, самолёт ДРЛО A-50EI на базе Ил-76 и БПЛА IAI Heron. 
Индия заявила, что этот авиаудар был нанесён в ответ на нападение в Пулваме. 
По данным Индии, в ходе атаки было убито около 350 боевиков. 
После авиаудара самолёты вернулись в воздушное пространство Индии без потерь. 
ВВС Пакистана подняло в воздух F-16, но к тому моменту самолёты ВВС Индии покинули зону атаки.
Авиаудар стал первым со времён Третьей индо-пакистанской войны в 1971 году, когда самолёты индийских ВВС пересекли линию контроля, и первым после того, как оба государства стали ядерными державами.
На брифинге пресс-секретарь Пакистанских вооружённых сил генерал-майор Асиф Гафур заявил об отсутствии жертв и ущерба инфраструктуре на территории Пакистана. Он добавил, что две группы самолётов ВВС Индии не пересекали границу, а третья группа после пересечения границы была перехвачена ВВС Пакистана через 3 минуты после вторжения.
После авиаудара Индия привела в полную боеготовность свою систему ПВО вдоль границы с Пакистаном, опасаясь ответного удара.
В тот же день в воздушном пространстве Индии в приграничном штате Гуджарат ПВО Индии был сбит пакистанский беспилотник.
27 февраля 2019 года в течение всего дня шли перестрелки вдоль линии контроля между армиями Пакистана и Индии с применением стрелкового оружия и миномётов. Пакистанские официальные лица сообщили, что по меньшей мере четыре мирных жителя были убиты и одиннадцать ранены. Индия сообщила о 10 индийских солдатах, получивших ранения, и двух повреждённых жилых домах.
ВВС Пакистана нанесли авиаудар по Надиан, Лаам Джангар, Керри в округе Раджури и району Хамирпур Бхимбер Галли в Пунче находящихся на территории Индии. По данным Пакистана были поражены шесть невоенных целей для избежания человеческих потерь и материального ущерба со стороны Индии. По данным индийских военных, три самолёта пакистанских ВВС пересекли линию контроля из Новшера, Джамму и Кашмира, однако их оттеснили шесть самолётов ВВС Индии.
В ходе пограничного конфликта 27 февраля 2019 года произошёл воздушный бой между авиационными группами ВВС Индии и ВВС Пакистана. Со стороны ВВС Индии в воздушном бою приняли участие 8 истребителей: четыре Су-30 МКИ и два МиГ-21УПГ «Копье» (МиГ-21-93), два Dassault Mirage 2000. Со стороны ВВС Пакистана — 24 самолёта, среди которых были восемь F-16, четыре Dassault Mirage III, четыре JF-17 Thunder. Остальные 8 самолётов ВВС Пакистана сопровождали ударную группу и не принимали участие в сражении. По заявлению Индии в результате воздушного боя МиГ-21 якобы сбил один F-16 и тот упал на части подконтрольной Пакистану территории Джамму и Кашмира. Однако подтверждение этому так и не было представлено Индией.  Представители ВВС Пакистана опровергли участие в сражении самолётов F-16 однако представители ВС Индии показали обломки ракеты AIM-120, запуск которой возможен только с многофункциональных истребителей F-16 из всех тех, что находятся на вооружении ВВС Пакистана. Сам МиГ-21 в воздушном бою был сбит пакистанским истребителем JF-17, лётчик катапультировался и был взят в плен. Пленённый индийский военный лётчик Абхинандан Вартхаман 1 марта 2019 года был передан Пакистаном официальным представителям Индии. Пакистанцы сообщили, что в обломках МиГа были найдены все четыре ракеты, которые он нёс, что противоречит индийской версии о сбитии F-16 ракетой.
Также индийцы по ошибке сбили свой собственный вертолёт Ми-17.
2 марта 2019 года в Кашмире во время взаимных обстрелов индийской и пакистанской стороны погибли 4 мирных жителей, ещё трое ранены и несколько жилых домов разрушены.
4 марта 2019 года в Кашмире возобновились военные столкновения с применением стрелкового оружия и минометов между ВС Пакистана и ВС Индии. В тот же день Су-30 МКИ ВВС Индии сбил БПЛА ВС Пакистана над пустынным районом в северном индийском штате Раджастхан, последний в свою очередь не комментируют эту информацию.
5 марта 2019 года ВМС Пакистана заявили, что обнаружили подводную лодку ВМС Индии в территориальных водах Пакистана, вследствие этого она была вынуждена отступить. Представители индийского флота назвали это пропагандой и дезинформацией.

## Последствия
27 февраля 2019 года воздушное пространство над территорией Пакистана было закрыто для полётов до полуночи 28 февраля. Авиакомпании были вынуждены перенаправлять или отменять свои рейсы с маршрутами, запланированными над Пакистаном. 1 марта закрытие было продлено до 08:00. Позже до 8:00 4 марта с 23 исключениями. 4 марта вновь было продлено закрытие воздушного пространства до 08:00 5 марта.
28 февраля правительство Пакистана приостановило работу поезда «Samjhauta Express», который дважды в неделю курсирует между Индией и Пакистаном. 4 марта Пакистан возобновил движение.